# Yekaterina Diachenko
Yekaterina Vladímirovna Diachenko –en ruso, Екатерина Владимировна Дьяченко– (Leningrado, 31 de agosto de 1987) es una deportista rusa que compite en esgrima, especialista en la modalidad de sable.
Participó en dos Juegos Olímpicos de Verano, obteniendo una medalla de oro en Río de Janeiro 2016, en la prueba por equipos (junto con Sofia Velikaya, Yana Yegorian y Yuliya Gavrilova), y el quinto lugar en Pekín 2008, en la misma prueba.
Ganó 7 medallas en el Campeonato Mundial de Esgrima entre los años 2006 y 2015, y 11 medallas en el Campeonato Europeo de Esgrima entre los años 2006 y 2016.
Es la hija de los entrenadores de esgrima Vladímir y Natalia Diachenko. Su hermano Alexéi también compitió en esgrima, medallista de bronce en los Juegos Olímpicos de Atenas 2004.

## Palmarés internacional
| Juegos Olímpicos   | Juegos Olímpicos        | Juegos Olímpicos  | Juegos Olímpicos  |
| Año                | Lugar                   | Medalla           | Prueba            |
| ------------------ | ----------------------- | ----------------- | ----------------- |
| 2016               | Río de Janeiro (Brasil) | Medalla de oro    | Sable por equipos |
| Campeonato Mundial |                         |                   |                   |
| Año                | Lugar                   | Medalla           | Prueba            |
| 2006               | Turín (Italia)          | Medalla de bronce | Sable por equipos |
| 2011               | Catania (Italia)        | Medalla de oro    | Sable por equipos |
| 2012               | Kiev (Ucrania)          | Medalla de oro    | Sable por equipos |
| 2013               | Budapest (Hungría)      | Medalla de plata  | Sable individual  |
| 2013               | Budapest (Hungría)      | Medalla de plata  | Sable por equipos |
| 2014               | Kazán (Rusia)           | Medalla de bronce | Sable individual  |
| 2015               | Moscú (Rusia)           | Medalla de oro    | Sable por equipos |
| Campeonato Europeo |                         |                   |                   |
| Año                | Lugar                   | Medalla           | Prueba            |
| 2006               | Esmirna (Turquía)       | Medalla de oro    | Sable por equipos |
| 2009               | Plovdiv (Bulgaria)      | Medalla de plata  | Sable individual  |
| 2009               | Plovdiv (Bulgaria)      | Medalla de plata  | Sable por equipos |
| 2010               | Leipzig (Alemania)      | Medalla de plata  | Sable por equipos |
| 2011               | Sheffield (Reino Unido) | Medalla de bronce | Sable por equipos |
| 2012               | Legnano (Italia)        | Medalla de oro    | Sable por equipos |
| 2013               | Zagreb (Croacia)        | Medalla de oro    | Sable por equipos |
| 2014               | Estrasburgo (Francia)   | Medalla de oro    | Sable por equipos |
| 2014               | Estrasburgo (Francia)   | Medalla de plata  | Sable individual  |
| 2015               | Montreux (Suiza)        | Medalla de oro    | Sable por equipos |
| 2016               | Toruń (Polonia)         | Medalla de oro    | Sable por equipos |